# محمد بيتي
محمد بيتي (بالهولندية: Mohamed Betti)‏ هو لاعب كرة قدم هولندي في مركز الدفاع، ولد في 19 مارس 1997 في أمستردام في هولندا. لعب مع نادي فولندام.

## وصلات خارجية
- محمد بيتي على موقع قاعدة بيانات كرة القدم.إي يو (الإنجليزية)
- محمد بيتي على موقع عالم كرة القدم.نت (الإنجليزية)